# Litigi
Un litigi (del llatí litigium) és un conflicte d'interessos qualificat i elevat a una autoritat jurisdiccional per un subjecte de dret amb una intenció o pretensió contra un altre que manifesta una resistència o que s'oposa al plantejament del primer, segons com ho suggereix Francesco Carnelutti.
Alguns autors consideren que el concepte de litigi solament s'aplica al procediment civil en els conflictes contractuals i que en el procés penal s'ha d'utilitzar el terme controvèrsia. No obstant això, s'ha avançat pel que fa a aquesta idea, ja que ara, dins dels processos penals, se sol utilitzar l'acció civil o de rescabalament de danys, la qual cosa dona origen a la responsabilitat extracontractual.
El litigi sol ser sinònim de judici, és a dir, l'acte en el qual les parts es troben per debatre les seves posicions. Per això, no ha de confondre's amb procés judicial, la qual cosa és una sèrie d'activitats jurídiques de caràcter formal encaminades a resoldre un litigi.